# (20537) Sandraderosa
(20537) Sandraderosa (1999 RO82) – planetoida z pasa głównego asteroid okrążająca Słońce w ciągu 3,52 lat w średniej odległości 2,31 j.a. Odkryta 7 września 1999 roku.